# Rakušev trg
Rakušev trg je manjši trg v Mariboru, v obliki ploščadi med Prešernovo ulico in Razlagovo ulico, tik ob vhodu v dvorano Union. V neposredni bližini se nahaja trgovsko poslopje Modna hiša, dvorana RTS (nekdanje Kino gledališče) in Ekonomsko-poslovna fakulteta, pred katero je postavljena tudi skulptura forme vive (avtor Graves Bradford). Pod njim se razprostira znamenita Vinagova klet.
Od leta 1971 nosi ime po Rudolfu Rakuši (1893-1970), esperantistu ter strokovnjaku za stenografijo in strojepis, ki je po končanem učiteljišču napravil izpit za poučevanje slovenske stenografije in leta 1926 še izpit za poučevanje esperanta na srednjih šolah. 
Rakušev trg naj bi se ponašal s stalno razstavo, a kot park ni prav zaživel. Leta 2001 so na trgu (v parku) odprli galerijo na prostem, delo akademskega kiparja Marjana Dreva. 